# 家族の陽気な食事
『家族の陽気な食事』（かぞくのようきなしょくじ、仏: Joyeux repas de famille、英: Festive Family Meal）は、17世紀オランダ黄金時代の画家ヤン・ステーンが最晩年の1674年ごろ、キャンバス上に油彩で制作した絵画である。本来、アムステルダムの元市議会議員コルネリス・バッケル (Cornelis Backer) が所有していた。その後、様々な所有者を経て、フランス人医師ラ・カーズにより取得されたが、1869年に氏から遺贈されて以来、パリのルーヴル美術館に収蔵されている。

## 作品
画面の情景は楽し気だが、あからさまに無秩序で、きわめて演劇的である。当時の喜劇と関連して、下品な調子が放恣な人物の形態の間に響き渡る。赤いベストの女性が椅子に倒れ込んでいる男性のグラスに酒を注いでいるが、これは絵画として許されるぎりぎりの性的暗示である。前景左寄りの犬までもが演劇的役割を持ち、このグラスに鑑賞者の注意を引き付けている。ちなみに、酒を注いでいる女性の奥には、愉快な顔をしたステーン自身が登場している。
節度のない人物たちは、典型的なオランダの中流階級の人物たちの姿となっている。子供や青年に対する、このようにいい加減な教育は画家ステーンが好んだ主題で、表現されているのはおそらく繁栄する社会に存在する悪徳の問題である。なお、本作には五感、そして人生の様々な段階が示唆されているという見方もある。また、画面上部にある鳥かごは愛の象徴である。
ステーンの最後の10年間に制作された作品は質的に大きな差があるが、本作は画家が新しい制作手法に挑んだ結果もたらされた、目覚ましい刷新を示すものと評価されている。生き生きとして滑らかな色彩、精緻な描写、自在な筆致が見られ、ステーンの制作活動が最も控えめになった後においても、この絵画は不毛な反復に陥らない表現領域の広さを示している。